# カステル・ディ・サングロ
カステル・ディ・サングロ（イタリア語: Castel di Sangro）は、イタリア共和国アブルッツォ州ラクイラ県にある基礎自治体（コムーネ）。

## 地理

### 位置・広がり

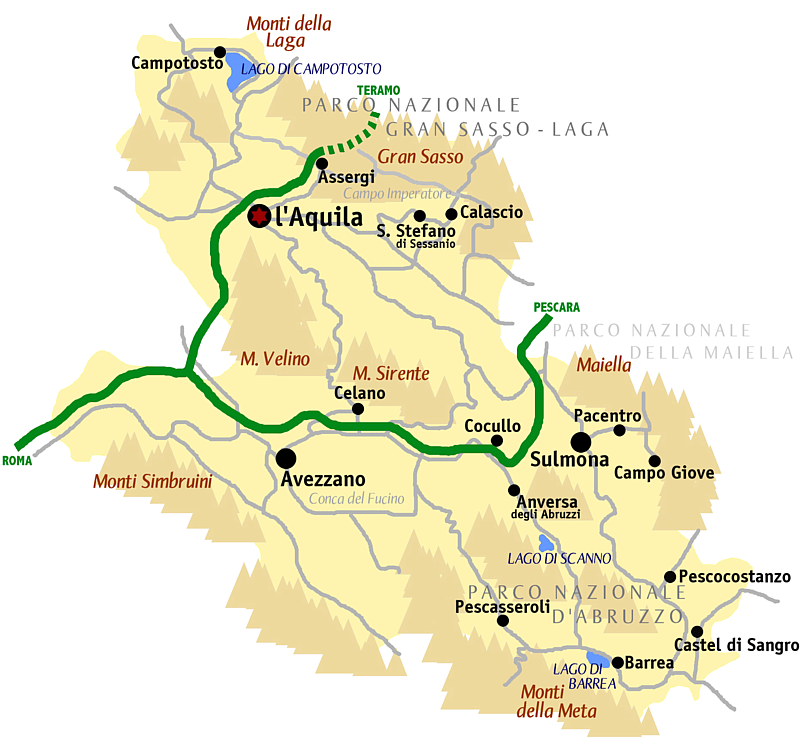
ラクイラ県概略図

ラクイラ県南東部に位置するコムーネ。

#### 隣接コムーネ
隣接するコムーネは以下の通り。括弧内のISはイゼルニア県（モリーゼ州）所属を示す。
- モンテネーロ・ヴァル・コッキアーラ (IS)
- リオネーロ・サンニーティコ (IS)
- リヴィゾンドリ
- ロッカラーゾ
- サン・ピエトロ・アヴェッラーナ (IS)
- スコントローネ
- ヴァストジラルディ (IS)